# Sicie (Kępanów)
Sicie – część wsi Kępanów w Polsce położona w województwie małopolskim, w powiecie bocheńskim, w gminie Łapanów.
W latach 1975–1998 Sicie należało administracyjnie do województwa tarnowskiego.